# Буревісникові (підродина)
Буревісникові (Procellariinae) — група морських птахів ряду буревесникоподібних (Procellariiformes), підродина (якщо об'єднані у спільну родину з качурковими, Hydrobatinae) або родина, якщо розглядається окремо. До буревісникових відносяться численні види, як правило середньої величини. Представники групи зустрічаються біля берегів та над поверхнею всіх океанів, проте переважно в південній півкулі.

## Характеристики
Як і у інших буревісникоподібних, у представників цієї групи є два трубкоподібних отвори на верхній частині дзьоба, через які вони виділяють морську сіль і шлункові соки. Дзьоб довгий і гачкоподібний з гострим кінцем і дуже гострими краями. Це допомагає краще утримувати слизьку здобич, наприклад рибу.
Розмір буревісникових сильно коливається. Більшість видів мають близько 25 см завдовжки і розмах крил близько 60 см. Виключенням є лише гігантський буревісник, що нагадує невеликих альбатросів. Він може досягати величини до 1 м, розмаху крил до 2 м і ваги до 5 кг.
Оперення у буревестникових білого, сірого, коричневого або чорного кольору. Всі види виглядають досить непримітно, а деякі такі схожі один з одним, що розрізнити їх дуже важко. Видимого статевого диморфізму у буревісникових не спостерігається, за винятком трохи меншої величини у самок.
Всі буревіесникові уміють дуже добре літати, але залежно від виду мають різні стилі польоту. Їх лапи розвинені дуже слабо і розташовані далеко позаду. Вони не дозволяють навіть стояти і буревісник, що знаходиться на суші, повинен додатково спиратися на груди і крила.